# Porterstek
Porterstek är en nötstek av bog, fransyska, högrev, nötrulle eller liknande, som kan kokas enligt otaliga recept men vanliga ingredienser är porter, svartvinbärssaft och anjovisspad. Enbär är vanligt i kryddningen. Den serveras oftast med kokt potatis, ättiksgurka (eller kokta grönsaker) och en sås som görs på kokspadet och grädde. 